# محمد عمر أوسو
محمد أوسو (13 يوليو 1978 -)، ممثل وكاتب سوري، حصل على الجائزة الأولى في مهرجان دمشق الخاص بالأعمال التلفزيونية السورية عن مسلسل «بكرا أحلى» والذي كان أول عمل يخطو به إلى عالم الشهرة، شارك بعد ذلك في مسلسلات عدة من أبرزها:«كسر الخواطر» ومسلسل «كثير من الحب كثير من العنف». كتب العديد من المسلسلات التي شارك فيها.
وكان أول من آمن بموهبته في مجال الكتابة والسيناريو هو الممثل والكاتب السوري ياسر العظمة
أطلق في 4 أبريل 2019 قناته الخاصة على موقع يوتيوب (Mohamad Osso محمد أوسو) والتي يشارك فيها بعضًا من جوانب حياته الشخصية وقصص وأحدات جرت له خلال تصوير أعماله ومسلسلاته التلفزيونية.
وقد أعلن مؤخرا عبر قناته على اليوتيوب عن مسلسل بعنوان عصابة موسى الكباس وسيتم تصويره في الشرق الأوسط.

## بعض أعماله
1. بكرا أحلى (مسلسل) (2005) بدور كسمو.
2. كسر الخواطر (مسلسل) (2006) بدور سلطة.
3. كثير من الحب كثير من العنف (مسلسل) (2007) بدور هارون.
4. الوزير وسعادة حرمه (مسلسل) (2006) بدور غسان.
5. بقعة ضوء جزء سادس (2008) في أدوار منوعة.
6. السالب والموجب (مسلسل) (2011)
7. الأعدقاء (2019) مع زكي إبراهيم الحمصي كتابة وتمثيل وإخراج.[1]
8. تأليف عدة لوحات للسلسلة الشهيرة مرايا (حديث المرايا وحكايا المرايا).